# Jean Ackerman
Pour les articles homonymes, voir Ackerman.
Jean Ackerman, née Jeanette MacCraw le 11 décembre 1903 à New York et morte le 26 novembre 1960 à Miami Beach, est une showgirl, Ziegfeld Girl, américaine.

## Biographie
Elle apparait dans une reprise à Broadway de l'opéra-comique The Mikado, en avril 1925 au 44th Street Theatre. Elle rejoint Ziegfeld Follies of 1927 , musique d'Irving Berlin, avec Eddie Cantor et Claire Luce. Elle joue dans la comédie musicales de Broadway Whoopee en décembre 1928,. En 1929, elle apparaît dans Ziegfeld Midnight Frolic et dans Smiles en novembre 1930,.
En 1928, elle fait l'objet de tests pseudo-scientifiques conduits par le psychologue William Moulton Marston sur la différence d'émotivité entre blonde (Claudia Dell)  et brune (elle-même) regardant des films d'amour,.
Elle a un petit rôle dans le film The Girl Habit en 1931.

## Iconographie
Jean Ackerman a été photographiée par Alfred Cheney Johnston qui a travaillé pour Florenz Ziegfeld pendant plus de 15 ans, prenant principalement des photographies publicitaires et promotionnelles des interprètes des Ziegfeld Follies. Les photos de nu, découvertes après la mort de Johnston, n'ont pas été publiées dans les années 1920.
En 1927, Jean Ackerman pose pour une publicité de cigarettes Lucky Strike avec les autres Ziegfeld Girls, Murrell Finley, Blanche Satchel et Myrna Darby et en 1928 avec Gladys Glad.

## Vie privée
Elle épouse Richard Ackerman, puis ils se séparent. Elle a plusieurs liaisons avec des hommes éminents dont le maire de New York, Jimmy Walker.
Jean épouse Walter Hirshon, un agent de change, le 31 mai 1931. Le couple adopte une fille nommée Wendy Jean. Ils divorcent en 1940.
Jean a eu une brève histoire d'amour avec le comédien Ed Wynn.